# Helmut Kleiner

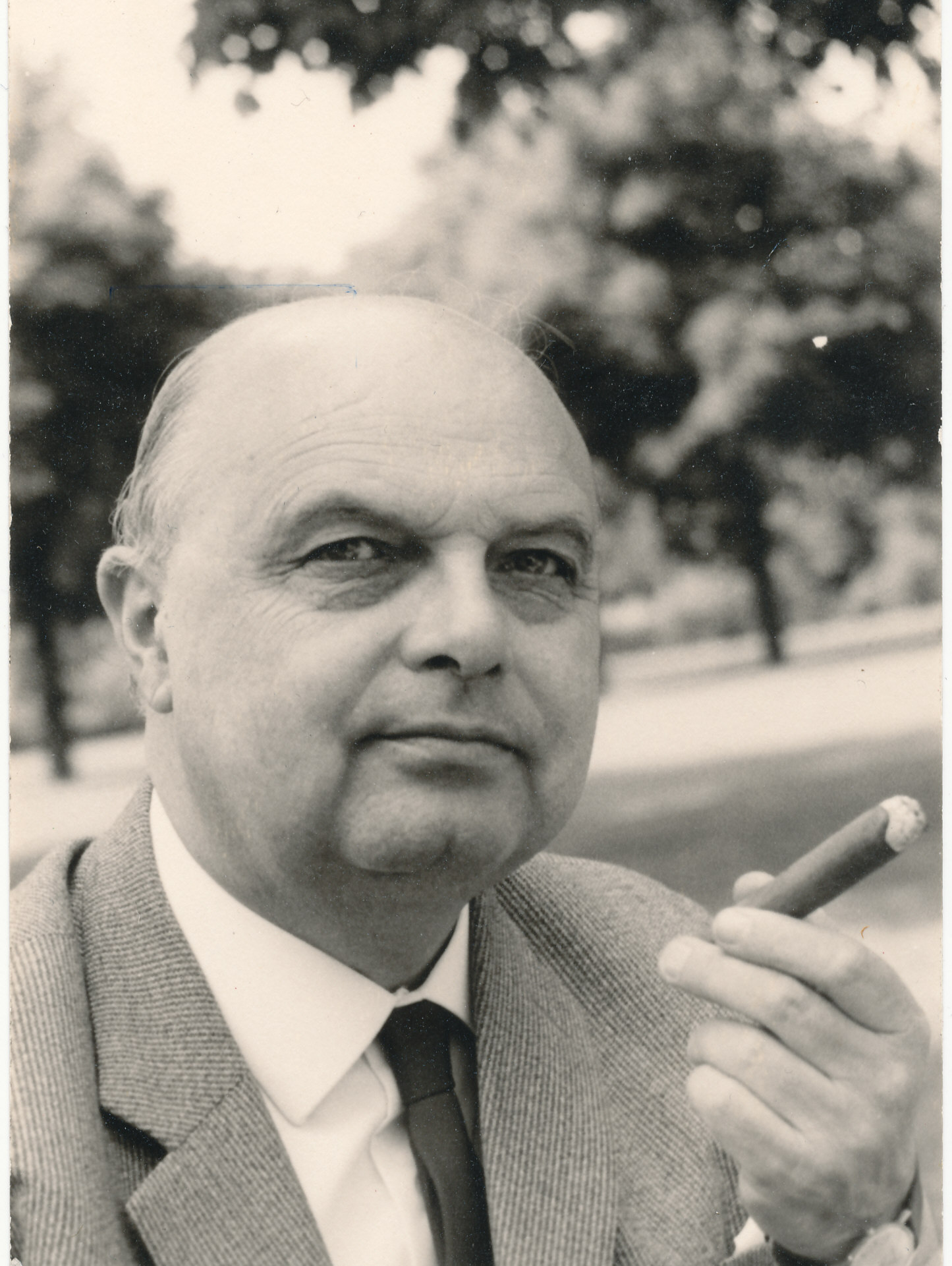
Helmut Kleiner (1966)

Otto Helmut Kleiner (* 24. November 1902 in Magdeburg; † 2. Juli 1987 in Köln) war ein deutscher Chemiker.
Er war seit 1929 Mitarbeiter der I.G. Farbenindustrie AG und später der Bayer AG in Leverkusen. 1930 gelang ihm die Erfindung des Nitrilkautschuk (Buna N).

## Leben
Helmut Kleiner war der Sohn des Eisenbahnoberingenieurs Otto Kleiner und dessen Ehefrau Hedwig, geb. Dorff. Nach seiner Schulzeit in Magdeburg studierte er von 1921 bis 1927 Chemie an den Universitäten Göttingen und Marburg. Während seines Studiums wurde er 1921 Mitglied der Burschenschaft Alemannia Göttingen.
In Marburg wurde er im April 1927 als akademischer Schüler von Karl Friedrich von Auwers mit der Arbeit „Untersuchungen in der Indazolreihe“ promoviert. Anschließend arbeitete er als Liebig-Assistent im chemischen Institut der Universität Marburg bei Georg Wittig, der damals Privatdozent am dortigen Chemischen Institut war und 1979 den Nobelpreis für Chemie erhielt, über die Isomerisierung eines Isoxazols zu einem Triazol‐Abkömmling. Danach war Helmut Kleiner von 1928 bis 1929 am chemischen Institut der Universität Heidelberg als Assistent von Karl Ziegler tätig, der ebenfalls später (1963) den Nobelpreis für Chemie erhielt. Aus dieser Lebensphase stammt auch eine gemeinsame Publikation zur Alkalipolymerisation von ungesättigten Kohlenwasserstoffen.
Am 1. April 1929 trat Kleiner in das Kautschuklabor der I.G. Farbenindustrie in Leverkusen ein. Hier stellte er im Februar 1930 erstmals den Nitrilkautschuk (NBR) her, der auch unter dem Namen Buna N bekannt wurde. Das auf Basis seiner Erfindung im April 1930 angemeldete Patent nennt ihn allerdings nicht als Erfinder. Stattdessen werden seine Vorgesetzten Erich Konrad und der Abteilungsvorstand des Wissenschaftlichen Labors der A-Fabrik, Eduard Tschunkur, genannt.
Im Herbst 1934 wechselte Helmut Kleiner in die Azo-Abteilung des Hauptlaboratoriums in Leverkusen. Hier war er unter anderem an der Entwicklung eines neuartigen Verfahren zum Pigmentdruck (Acramine®) und des ersten Klebers auf Isocyanat-Basis beteiligt.
Nach Auflösung der I.G. Farbenindustrie hat Helmut Kleiner bis zum Eintritt in den Ruhestand am 1. Januar 1968 bei der Bayer AG in Leverkusen gearbeitet.
Helmut Kleiner ist als Erfinder auf rund 100 Patenten genannt.
Kleiner wurde auf dem Kölner Friedhof Melaten (Lit. L Nr. 197/198) beigesetzt.